# Panicum amarum
Panicum amarum är en gräsart som beskrevs av Stephen Elliott. Panicum amarum ingår i släktet vipphirser, och familjen gräs. Inga underarter finns listade i Catalogue of Life.

## Bildgalleri

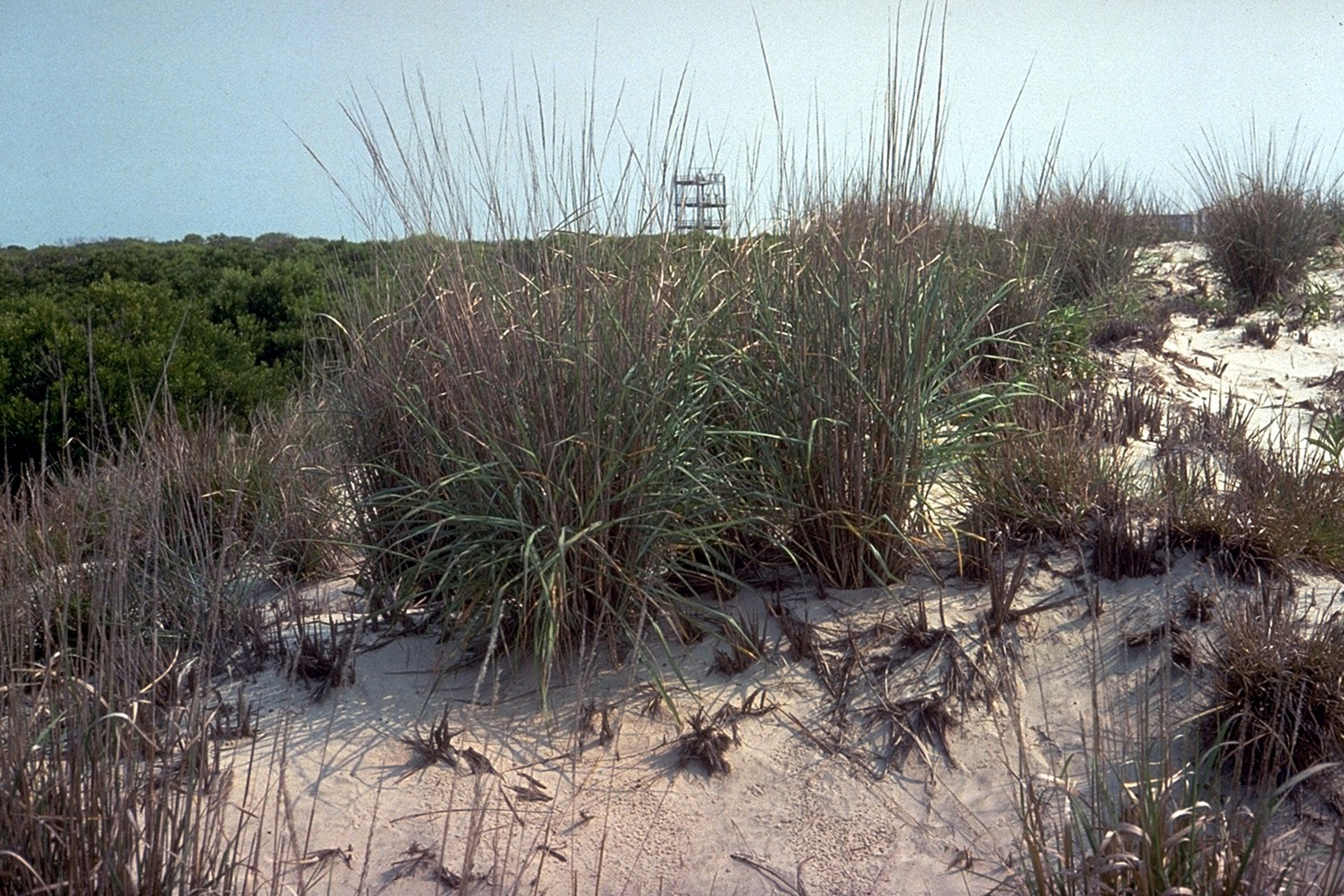